# Покотило, Людмила Васильевна
Людмила Васильевна Покотило (укр. Людмила Василівна Покотило; 10 июля 1971) — советская, российская и украинская футболистка, выступавшая на позиции полузащитника.
Первой футбольной командой была «Большевик».
В первом чемпионате СССР стала чемпионом в составе команды «Нива» (Барышевка).
В 1995—1996 годах выступала за ЦСК ВВС.

## Достижения

### Командные
Чемпионат России по футболу среди женщин
- Чемпион России (1): 1996
- Вице—чемпион России (1): 1995

Чемпионат СССР по футболу среди женщин
- Чемпион СССР (1): 1990

Чемпионат ВДФСОП по футболу среди женщин
- Чемпион ВДФСОП СССР (1): 1989

Кубок России по футболу среди женщин:
- Финалист Кубка (1): 1995

Чемпионат Украины по футболу среди женщин
- Чемпион Украины (1):1993
- Вице-чемпион Украины (1): 1992

Кубок Украины по футболу среди женщин
- Обладатель Кубка (1): 1993
- Финалист Кубка (1): 1992

Международные турниры:
- Победитель (1): Кубок чемпионов Содружества 1996 среди женских команд[5]
- бронзовый призёр Brazil Cup в составе сборной России[6].

### Личные
- по итогам сезонов входила в список «33 лучших футболистки страны» (1): 1995[7]